# 인조실록
《인조대왕실록》(仁祖大王實錄) 또는 《인조실록》(仁祖實錄)은 1623년 음력 3월부터 1649년 음력 5월까지 조선 인조 시대의 사실을 기록한 실록이다. 총 50권 50책으로 구성되어 있으며, 《조선왕조실록》의 일부를 이룬다.

## 개요
1623년(인조 원년) 음력 3월부터 1649년(인조 26년) 음력 5월까지 총 26년 2개월에 걸친 인조 시대의 국정 전반에 관한 역사적 사실을 편년체로 기록한 실록이다. 총 50권 50책으로 구성되어 있으며, 《조선왕조실록》의 일부를 이룬다. 정식 명칭은 《인조대왕실록》이다.
1650년(효종 1년) 음력 4월 효종이 당시 청나라 사신의 계속된 방문으로 미뤄졌던 《인조실록》의 편찬을 명하고 대제학을 차출하도록 하였고, 이 해 음력 8월 1일에 정식으로 편찬 작업을 시작하였다. 3년 뒤인 1653년(효종 4년) 음력 6월 26일 춘추관에서 실록 편찬 완료를 보고하였으며, 실록 편찬에 쓰인 시정기는 세초하지 않고 춘추관에 은밀히 보관하였다. 이어 음력 7월 1일 총재관 김육과 대제학 채유후 등이 《인조대왕실록》 50권을 바쳤다.
편찬 담당자는 총재관에 이경여와 김육, 도청당상 5명, 도청낭청 25명, 일방당상 5명, 일방낭청 7명, 이방당상 3명, 이방낭청 8명, 삼방당상 8명, 삼방낭청 7명 등 총 70명이다.
1929년부터 1932년에 걸쳐 경성제국대학에서 사진판으로 영인한 영인본을 발간하였다.

## 특징 및 평가
- 보통 다른 실록은 왕이 즉위한 해를 즉위년으로 두고 그 이듬해를 원년으로 칭하는 유년칭원법을 사용하나, 《인조실록》은 광해군이 폐위되었기 때문에 인조가 즉위한 해를 원년으로 칭하는 즉위년칭원법을 사용한다.[5]
- 《인조실록》의 편찬을 위해 별도의 나무 활자를 제작하였는데, 이를 "인조실록자"라 한다. 크기는 1.5x1.7cm로 《선조실록》에 쓰인 활자보다 약간 크며, 자체는 경오자[주 1]체의 형태이다. 당시 궐자와 보자의 활자를 새로 제작하기 위해 각 도에서 황양목을 채취하고, 활자를 새기기 위한 각자장[주 2]들도 징용하였다. 1657년(효종 8년) 편찬된 《선조수정실록》도 이와 같은 계통의 활자를 사용하였다.[6] 한편 "인조실록자"를 이용해 찍어낸 책을 가리켜 "인조실록자본"이라고 칭한다.[7]
- 《인조실록》이 완성된 1653년 실록 편찬의 전말을 기록한 의궤인 《인조대왕실록찬수청의궤》 1책이 간행되었다. 현재 서울대학교 규장각한국학연구원에 보관되어 있다.[8]
- 《인조실록》은 인조반정과 병자호란, 정묘호란 등으로 격동기였던 인조 시대의 사실과 조선 후기의 역사 및 문화를 연구하는데 중요한 자료이다.[5]